# 州間高速道路30号線
州間高速道路30号線（しゅうかんこうそくどうろさんじゅうごうせん、IH-30; Interstate Highway 30）はテキサス州フォートワースからアーカンソー州ノースリトルロックまでを東西に結ぶアメリカの高速道路である。一桁目が0の高速道路は東海岸と西海岸を結ぶ、大陸を横断する道路が多いが、それらとは異なり、30号線は一地域の都市と都市を結ぶ道路である。そのため、一桁目が0の高速道路の中ではもっとも短い。
同じような道路には、当道路もダラスで接続する州間高速道路45号線がある。一桁目が5の道路はアメリカ合衆国の端から端を南北に結ぶ州間高速道路に対して付与されているが、45号線は全線テキサス州で完結している。
当道路が付属する二級州間高速道路は、430、530、630号線である。

## 全長
| マイル  | km  | 通過する州   |  |
|         |     |              |  |
| 223.737 | 360 | テキサス     |  |
| 143     | 230 | アーカンソー |  |
|         |     |              |  |
| 366.737 | 590 | Total        |  |

## 路線概要
- 路線的役割が、ほかの一桁が0の高速道路とは異なり州間高速道路20号線（I-20）と州間高速道路40号線（I-40）の連絡道路的役割、あるいはフォートワースやダラスからリトルロック、あるいはその先のテネシー州メンフィス、ナッシュビルなどの主要都市への連絡道路的役割を担っている。
- 起点からダラスまではダラス・フォートワース複合都市圏の真ん中をズバッと抜けるように走る。
- テキサス州内は比較的平坦な道路を走り、州境のテクサーカナからアーカンソー州に入る（市自体がテキサス州側とアーカンソー州側にまたがっている）。
- アーカンソー州内は若干山間の道になるものの、比較的に平坦な道であり、そのままアーカンソー州都リトルロックを経て終点のノースリトルロックへ向かう。なお、アーカンソー州98番出口のUS 270との接続道路は温泉街でもあるホットスプリングス市、およびホットスプリングス国立公園への連絡道路でもある。

## 通過する主要都市
- フォートワース
- ダラス
- テキサカーナ
- アーカデルフィア
- リトルロック

## 接続する州間高速道路
（注）二級州間高速道路は除く
- テキサス州
  - 州間高速道路20号線（フォートワース）
  - 州間高速道路35号線西線
  - 州間高速道路35号線東線（ダラス）
  - 州間高速道路45号線
- アーカンソー州
  - 州間高速道路40号線（リトルロック）